# 盧·蒙特利
路易斯·J·蒙特利二世（英語：Louis J. Montulli II），一般称为盧·蒙特利（Lou Montulli）是一位知名於開發網頁瀏覽器的程式設計師。在1991年和1992年，他與堪薩斯大學的邁克爾·格羅貝茲和查爾斯·雷扎克合作開發Lynx的文字網頁瀏覽器，同时也是Cookie的发明人。

## 職業
1994年，他擔任Netscape通訊公司的創始工程師，並為Netscape網頁瀏覽器的第一個版本開發了網路代碼。他還負責多項瀏覽器創新，例如HTTP Cookie、Blink元素、伺服器推播、客戶端拉播、HTTP代理，並鼓勵在瀏覽器中實作動畫GIF。 在Netscape期間，他還是W3C的HTML工作組的創始成員，並且是HTML 3.2規範的貢獻作者。他是1994年第一屆國際萬維網大會宣布選入全球資訊網名人堂的六人之一。
2002年，他成為麻省理工学院技术评论TR100的35岁以下全球100位创新者之一。

## 正在進行的計畫
在開發Netscape瀏覽器的時候，蒙特利建立了Fishcam ，它是早期的直播網站之一，Fishcam作為復活節彩蛋在著名的早期版本Netscape瀏覽器。

## 外部連結
- 個人網站 （页面存档备份，存于）